# شرى النقيل (حزم العدين)

تعديل مصدري - تعديل

شرى النقيل محلة تابعة لقرية الصريم، التابعة لعزلة السيدم بمديرية حزم العدين إحدى مديريات محافظة إب في الجمهورية اليمنية، بلغ تعداد سكانها 33 حسب تعداد اليمن لعام 2004.